# Dolmen Pierre de la Fade (Blessac)

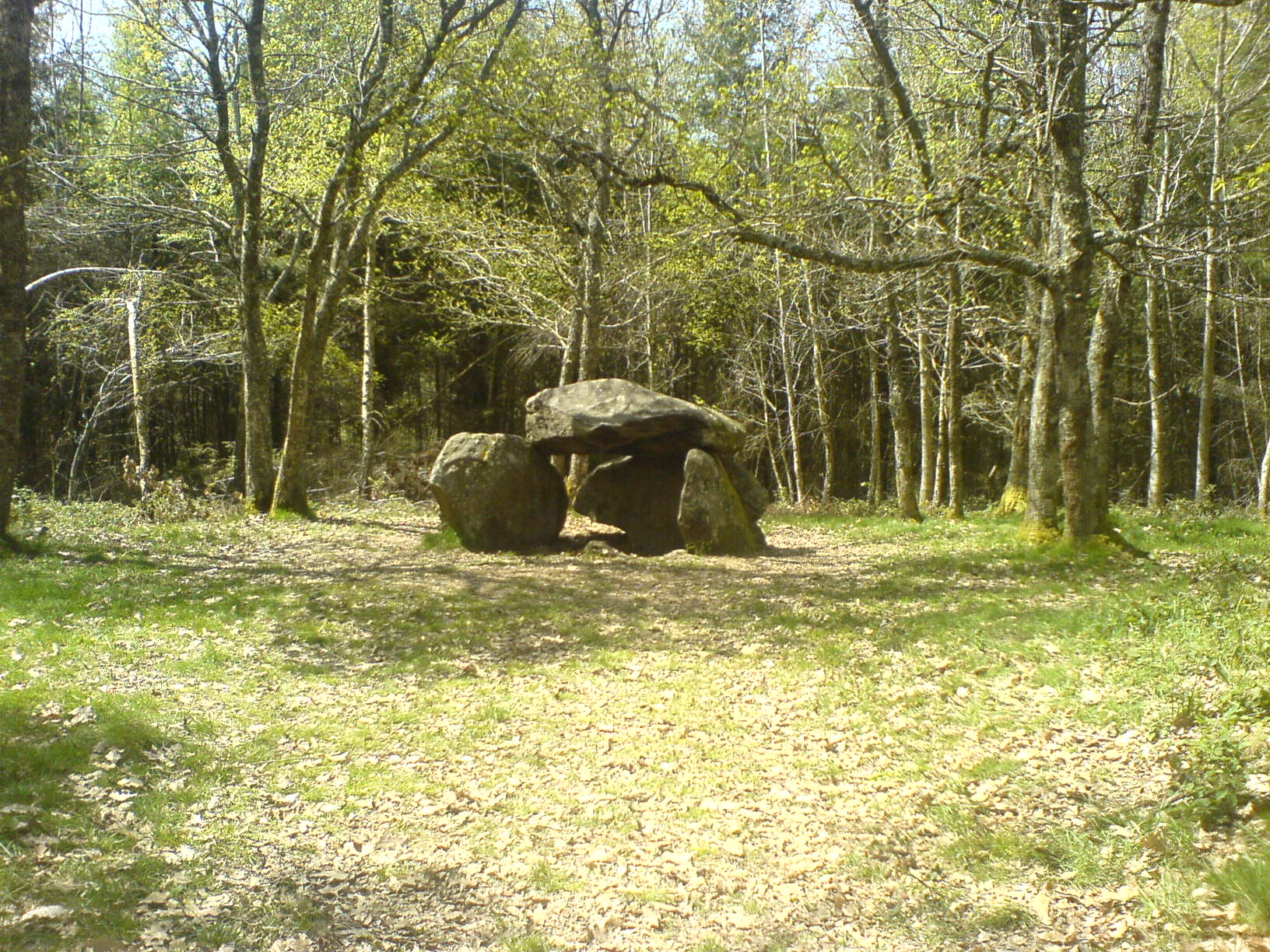
Dolmen Pierre de la Fade

Der Dolmen Pierre de la Fade (deutsch Feenstein) liegt nahe der D 17 in einem Waldstück nordwestlich von Blessac, bei Aubusson im Département Creuse in Frankreich. Dolmen ist in Frankreich der Oberbegriff für Megalithanlagen aller Art (siehe: französische Nomenklatur).
Anlagen dieses Namens finden sich u. a. auch in Ménardeix, in Saint-Maurice-près-Crocq (beide im selben Département) und in Saint-Étienne-des-Champs.
Der Dolmenrest besteht aus vier Steinen. Die abgerundete Granitplatte von etwa 3,0 × 2,0 Metern liegt als Deckstein auf den beiden seitlichen Tragsteinen und der Endplatte (in Dreipunktauflage). Die südöstliche Seite fehlt völlig.